# Chusgonobius
Genre
Chusgonobius est un genre d'opilions laniatores de la famille des Cosmetidae.

## Distribution
Les espèces de ce genre sont endémiques du Pérou.

## Liste des espèces
Selon World Catalogue of Opiliones (16/07/2021) :
- Chusgonobius transversalis (Roewer, 1963)
- Chusgonobius weyrauchi Roewer, 1952

## Publication originale
- Roewer, 1952 : « Neotropische Arachnida Arthrogastra, zumeist aus Peru. » Senckenbergiana, vol. 33, p. 37-58.